# ZooKeys
ZooKeys é uma revista científica de acesso livre e revisão por pares de zoologia, taxonomia, filogenia e biogeografia. Foi criada em 2008 e a maioria de suas publicações se dedicam na descrição de novas espécies ou análises taxonômicas.